# Theodore O'Connor
Théodore O'Connor (né le 8 mai 1995, mort le 28 mai 2008), surnommé Teddy, est un poney de 1,47 m (bien que phénotypiquement un cheval) qui a participé aux concours complet d'équitation au plus haut niveau. Son succès et de petite taille qui lui ont valu le surnom de "Super Poney",.

## Histoire
Monté par Karen O'Connor, il a participé à des événements tels que le Rolex Kentucky et les Jeux panaméricains. 
Théodore O'Connor est euthanasié le 28 mai 2008, à la suite d'une blessure subie chez Karen et David O'Connor. 

## Carrière en compétition
Théodore O'Connor a été débourré à l'âge de trois ans par son éleveur, et a commencé sa carrière en tant que cheval de hunter, passant au saut d'obstacles plus tard. Il a commencé le concours complet quand il avait six ans. Christan Trainor termine à la 8e place lors de son premier CIC**. Karen O'Connor le monte au plus haut niveau, y compris sur son premier CCI**** à la Rolex Kentucky où il a terminé 3e avec 4.4 fautes de temps sur le cross-country. Il a ensuite qualifié pour les Jeux panaméricains dans le cadre de l'Équipe de CCE, où il a remporté la médaille d'or par équipe en battant plusieurs chevaux plus expérimentés pour décrocher la médaille d'or en individuel. Il a terminé 6e du CCI**** Rolex 2008 et a été présélectionné pour les jeux Olympiques.

## Origines
Théodore O'Connor (ou Teddy) est issu d'un étalon Pur-sang de 1,68 m, Witty Boy, qui a terminé sa carrière en course avec un record (de 40-5-1-3) et un bénéfice de $50,518. Witty Boy est père de plus de 300 chevaux aux États-Unis, y compris des vainqueurs en chasse, complet, endurance, saut d'obstacles et dressage.
La mère de Théodore O'Connor, Chelsea Melody, est une jument d'1,32 m, à moitié Pur Sang, 1/4 Arabe et 1/4 poney Shetland. Le père de Chelsea Melody était un Pur-sang de course, Honest Turn, un arrière-petit-fils de Bold Ruler. Sa mère, Esker Electra, est une fille de l'étalon JR Lyraff, très proche de la lignée de Skowronek.